# VCN, Partij van Communisten in Nederland

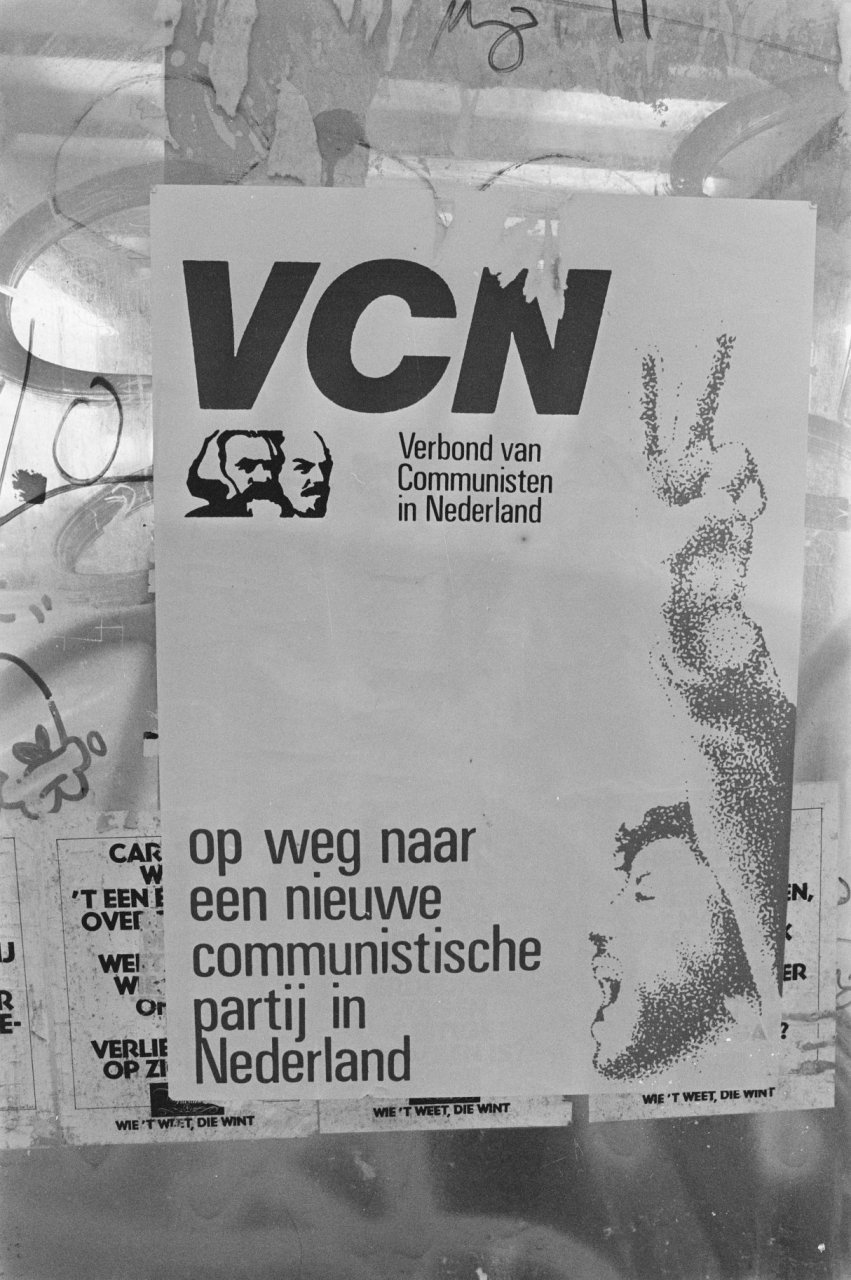
Aanplakbiljet VCN voor nieuwe communistische partij, 4 februari 1985

VCN, Partij van Communisten in Nederland was een communistische politieke partij, opgericht in 1984 als Verbond van Communisten in Nederland.

## Geschiedenis

### De Horizontalen
De VCN kwam voort uit een scheuring binnen de Communistische Partij van Nederland (CPN). Orthodoxe communisten, die het niet eens waren met de vernieuwende koers van de partij, richtten al in 1982 het Horizontaal Overleg van Communisten (HOC) op, dat aanvankelijk binnen de CPN als pressiegroep werkte. Leden van het HOC werden ook wel de horizontalen genoemd. Tot de leden behoorde onder anderen voormalig Tweede Kamerlid Fré Meis. Het HOC gaf het bulletin Manifest uit.
Een aantal leden van het HOC richtte in februari 1984 het Verbond van Communisten in Nederland op, met de verwachting dat deze organisatievorm zou leiden tot een effectievere oppositie binnen de CPN en met de hoop dat ook niet-CPN leden zich bij het verbond zouden aansluiten.

### Als aparte partij
Het 29ste congres van de CPN in maart 1985, waar besloten werd het marxisme-leninisme en het democratisch centralisme uit de partijbeginselen te schrappen, was voor de VCN'ers aanleiding om uit de partij te stappen en een nieuwe communistische partij op te richten. Op 2 en 3 november 1985 werd de VCN, Partij van Communisten in Nederland opgericht.
Echter, de meest prominente leden van het HOC bleven de CPN trouw. Zo verklaarde Fré Meis dat een communist "nooit wegloopt" en dat hij nooit de partij zou verlaten.
Op het oprichtingscongres spraken onder andere John Brace, lid van het bestuur van de Britse Mijnwerkersbond en de legendarische Spaanse generaal Enrique Lister. Tijdens het congres werd de verwachting uitgesproken dat het leeuwendeel van de 4.000 abonnees op het blad Manifest lid zouden worden van de VCN. Het aantal leden werd in 1988 geschat op zo'n 1.000. De VCN gaf de krant Manifest wekelijks uit.
De VCN was met name actief in Amsterdam, de stad Groningen, Limburg en Noord-Brabant. Opvallend genoeg was de VCN niet sterk georganiseerd in het CPN bolwerk Noordoost-Groningen. Hier bleef men de CPN in eerste instantie trouw, echter dit kenterde toen de CPN opging in GroenLinks.

### Crisis
De partij begaf zich vanaf het begin van haar bestaan in een ingewikkeld politiek speelveld. De populariteit van Michail Gorbatsjov en zijn beleid, zoals glasnost en perestrojka, straalde vooral af op de CPN. De VCN had de grootste moeite om aan de ene kant de kritiek op de CPN vol te houden en aan de andere kant het beleid van Gorbatsjov te verdedigen als een hernieuwing van het socialisme in de Sovjet-Unie. Daarnaast bleef de internationale erkenning als de 'officiële' communistische partij van Nederland uit. Dit leidde tot een ideologische identiteitscrisis, met als gevolg dat sommige leden weer terugkeerden naar de CPN.
In 1990 werd de VCN uitgenodigd door de CPN om deel te nemen aan de fusiebesprekingen die zouden leiden tot de definitieve vorming van GroenLinks. Dit werd echter door de VCN afgewezen, omdat zij de CPN verweten aan te sturen op de opheffing van de CPN als politieke partij. In 1991 zou de CPN inderdaad opgeheven worden.

### Oprichting NCPN
De VCN bleef bestaan tot 1992. In dat jaar fuseerde de VCN met enkele lokale communistische groepen (hoofdzakelijk uit Noordoost-Groningen en Brabant) in de Nieuwe Communistische Partij Nederland (NCPN). Het HOC bestaat voort als stichting die de NCPN-partijkrant Manifest publiceert.

## Verkiezingen
In 1986 (0,05%) en 1989 (0,08%) deed de partij zonder succes mee aan de Tweede Kamerverkiezingen. Daarnaast nam de partij deel aan de gemeenteraadsverkiezingen van 1986 en 1990 in een handvol gemeenten en in 1991 ook aan de verkiezingen voor de provinciale staten in vier provincies. Alleen in Lemsterland haalde Rinze Visser (tevens lijsttrekker in 1989) een zetel voor de partij.
| Jaar | Stemmen | %     | Lijsttrekker    |
| ---- | ------- | ----- | --------------- |
| 1986 | 4.618   | 0,05% | Laurens Meerten |
| 1989 | 7.361   | 0,08% | Rinze Visser    |

| Provincie     | Stemmen | %     |
| ------------- | ------- | ----- |
| Groningen     | 1.963   | 0,80% |
| Friesland     | 643     | 0,23% |
| Overijssel    | 259     | 0,06% |
| Noord-Holland | 1.294   | 0,15% |

| Gemeente    | 1986  | 1986  | 1986   | 1990  | 1990  | 1990   |
| Gemeente    | #     | %     | Zetels | #     | %     | Zetels |
| ----------- | ----- | ----- | ------ | ----- | ----- | ------ |
| Appingedam  | 81    | 1,10% | 0      |       |       |        |
| Groningen   | 361   | 0,36% | 0      | 151   | 0,18% | 0      |
| Enschede    |       |       |        | 281   | 0,45% | 0      |
| Heerenveen  | 269   | 1,21% | 0      |       |       |        |
| Opsterland  |       |       |        | 97    | 0,66% | 0      |
| Lemsterland | 433   | 6,68% | 1      | 543   | 9,00% | 1      |
| Sneek       | 340   | 2,06% | 0      |       |       |        |
| Amsterdam   | 3.614 | 1,08% | 0      | 2.671 | 0,97% | 0      |
| Rotterdam   | 809   | 0,30% | 0      | 302   | 0,14% | 0      |
| Helmond     | 612   | 2,08% | 0      |       |       |        |

## Prominente leden en sympathisanten
- Wim Klinkenberg, onderzoeksjournalist, vakbondsman en kandidaat Kamerlid (#8) voor de VCN in 1989.[6]
- Jasper Schaaf, filosoof en kandidaat Kamerlid (#6) voor de VCN in 1989.[6]
- Hanneke Jagersma, toenmalig burgemeester in Beerta, tevens eerste en enige communistische burgemeester van Nederland. Riep in 1989 op om VCN te stemmen.[7][4]
- Rinze Visser, raadslid in Lemsterland (tegenwoordig onderdeel van de gemeente De Friese Meren), enige volksvertegenwoordiger van de VCN en lijsttrekker bij de verkiezingen in 1989